# 巴伊亚宏达铁路桥
巴伊亚宏达铁路桥是美国佛罗里达跨海铁路上的一座桥梁，连接巴伊亚宏达礁和西班牙港礁，全长5,055英尺（1,541）。由于此处航道低潮时水深达24英尺，是整条铁路路线中水位最深的区域，工程师采用了独特的“穿式桁架”（through truss）设计，使桥墩间距得以扩大，减少了对海床地基的依赖。这座桥包含13个138英尺和13个186英尺的桁架跨，以及一个247英尺的主跨和9个80英尺的板梁跨。